# Blaski-per
A Blaski-per az 1956-os forradalom utáni megtorlásnak az a pere volt, amely Mansfeld Péter másodrendű vádlott, ipari tanuló, a megtorlás legfiatalabb mártírjának halálra ítéléséhez és kivégzéséhez vezetett 1959. március 21-én, épphogy 18 éves lett.

## Előzmények
A hat fiatal ellen lefolytatott per elsőrendű vádlottja a csoport legidősebb tagja Blaski József volt, a többiek még nem töltötték be a 18. életévüket az 1958. szeptember 28-án kezdődő per elején. További vádlottak:
- Mansfeld Péter szakmunkástanuló, Blaski barátja, nála három évvel fiatalabb
- Bóna Rezső segédmunkás, Mansfeld volt osztálytársa
- Furka László ipari tanuló, Bóna barátja
- Egei Attila tanuló (Blaskinál öt évvel fiatalabb)
- később az öt vádlott mellé hatodiknak Holecz István gimnáziumi tanuló került, elsősorban fegyverrejtegetés vádjával.

A per alkalmas volt arra, hogy támogassa a restaurált kommunista rezsimnek azt a propagandatézisét, amely a forradalmat köztörvényes bűnözők és „reakciós” elemek összefogásának próbálta beállítani.
A hatfős csoportból Blaski, Mansfeld és Bóna aktívan részt vettek a forradalomban, de nem emiatt kerültek a rendőrség látókörébe, hanem mert együtt (autó)lopások sorozatát követték el, lefegyvereztek egy rendőrt és 1956-os röplapok terjesztését tervezték. A két vezető Blaski és Mansfeld voltak, közülük a politika Blaskit érdekelte kevésbé. 
Mansfeldet már korábban, 1958. január 29-én egyéves börtönbüntetésre ítélték, melynek végrehajtását háromévi próbaidőre felfüggesztették, amiért munkahelyéről szerszámokat és alkatrészeket lopott, illetve gépkocsikat „vett kölcsön”. A három és fél hónapos vizsgálati fogság meghatározó élménye miatt lett a kádári rendszer kiengesztelhetetlen ellenségévé. Szabadulása után Blaski és Mansfeld elhatározták, hogy lopott autókkal rablótámadásokat hajtanak végre, ehhez pisztolyokat akartak szerezni, rendőrök, munkásőrök lefegyverzésével. Mansfeld másik terve az volt, hogy kiszabadítja a börtönből sógorát, Virág János pedagógust, akit 56-os tevékenységéért öt évre ítéltek. A többiek egymás után csatlakoztak a csoporthoz, Bóna felvetette, hogy terjesszenek forradalmi röpcédulákat, ez azonban nem valósult meg. Több gépkocsit eltulajdonítottak, egy követség előtt posztoló rendőrtől, Vekerdi Elek törzsőrmestertől elvették a fegyverét és iratait, majd „megkocsikáztatták”, de végül elengedték, bár eleinte egymás között arról is beszéltek, hogy megölik. 
A rendőrség már a nyomukban volt, amikor Mansfeld javaslatára néhányan elmentek egy volt cellatársának, Kalló Józsefnek a feleségéhez, mert 56-os fényképek rejtegetéséért férjét a börtönbe juttatta, és emiatt végezni akartak vele, illetve ott akarták meghúzni magukat. Az is felmerült, megerőszakolják, de mikor megérkeztek, ott találták a férjet, így eljöttek és szétváltak. Egymás után elfogták őket, és a fogság alatt lehallgatták őket, illetve melléjük ügynököket tettek, akik mindent „kiszedtek” belőlük bizalmasan.

## A per
A Fővárosi Bíróság népbírósági tanácsa előtt a fő vád kétrendbeli gyilkosságra szövetkezés volt (Vekerdi és Kallóné ellen), a vádlók ebből bontották ki az „ellenforradalmi indíttatás” körülményét. Mansfeld provokatív viselkedése és nagyotmondó vallomásai hozzájárultak, hogy az ellenforradalmi szervezkedés is a fő vádak közé került, és hogy egyre inkább ő vált a csoport vezetőjévé az ügyészek szemében. Blaski taktikusabban viselkedett, arra játszott, hogy elmebetegnek mutassa magát. Mansfeld az eljárás során végig ellenállt, vasdarabbal akarta leütni őrét és fegyverével megszökni, majd egy helyszínelés során valóban meg is szökött, és közben eltörte a karját. 
Az elsőfokú tanács 1958. november 21-én az ügyész kérése ellenére még életfogytiglani börtönbüntetést szabott ki Mansfeldre és Blaskira, másodfokon azonban 1959. március 19-én Mansfeldet halálra ítélték elsősorban a kapitalista restaurációra törekvés társadalmi veszélyessége miatt. A többiek 3–10 év börtönt kaptak (Furkát három, Egeit négy, Holeczet öt, Bónát tíz évre ítélték). Mansfeld kegyelmet kért, de ugyanaz a tanács szinte azonnal el is utasította, és 21-én kivégezték. Bóna 1964-ben, Blaski 1963-ban, a többiek 1960–61-ben kerültek szabadlábra.

## Forrás
- Eörsi László: Mansfeld Péter (In: Mítoszok helyett – 1956, Noran Könyvkiadó, 2003, 261–301. o.), (Online elérés: Beszélő 7/10, 12.)